# Fisibach

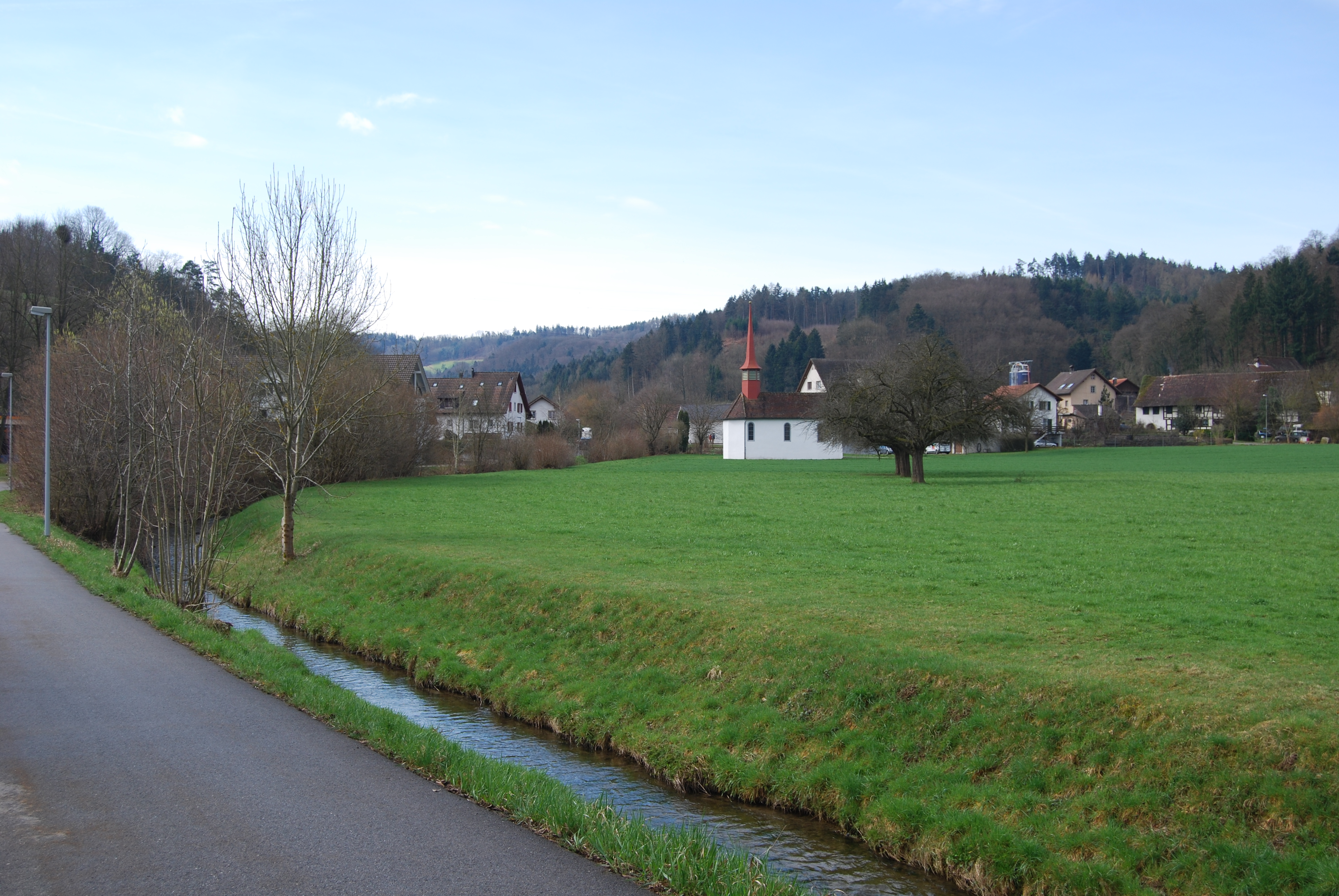
Fisibach

Fisibach is een gemeente en plaats in het Zwitserse kanton Aargau en maakt deel uit van het district Zurzach.
Fisibach telt 394 inwoners.